# 拉茨凯韦次区
拉茨凯韦次区（匈牙利語：Ráckevei kistérség），是匈牙利佩斯州的一个次区，总面积628.33平方公里，总人口134346人（2007年1月1日），人口密度213.8人/平方公里。中心城市为拉茨凯韦。

## 历史
2013年匈牙利的175个次区被新的区份取代，拉茨凯韦次区成为拉茨凯韦区。

## 辖区
拉茨凯韦区包含20个市镇。